# Мітко Штерев
Мітко Штерев (болг. Митко Щерев; 28 січня 1946, Ямбол) — болгарський естрадний композитор, піаніст, засновник популярного рок-гурту «Діана Експрес».

## Біографія
Закінчив Пловдивське музичне училище за спеціальність фагот. У середині 1960-тих років став керівником оркестру болгарської поп-зірки Еміла Димитрова «Синьо-белите». На початку 1970-тих стає керівником схожого оркестру «Маковете», який супроводжував таку ж зірку болгарської поп-сцени — Лілі Іванову.
Проте 1974 Штерев починає самостійну кар'єру, створивши рок-гурт «Діана Експрес», з якою працював до 1984 року. Створив справжні хіти болгарської естрадної музики: «Северина», «Душа», «Спадщина». Продовжує писати успішні шлягери для зірок болгарської сцени: для Лілі Іванової, Еміл Димитрова, Васіла Найденова, Маргарити Хранової. У цей час стає своєрідним «королем» болгарської поп-музики.
Мітко Штерев багато працював автором музики до кінофільмів: «Дубльорът», «Осъдени души», «По хълмовете на времето», «Човек от народа», «Адаптация», «Комбина», «La Donna E Mobile», тощо.